# بورس اوراق بهادار اسلو

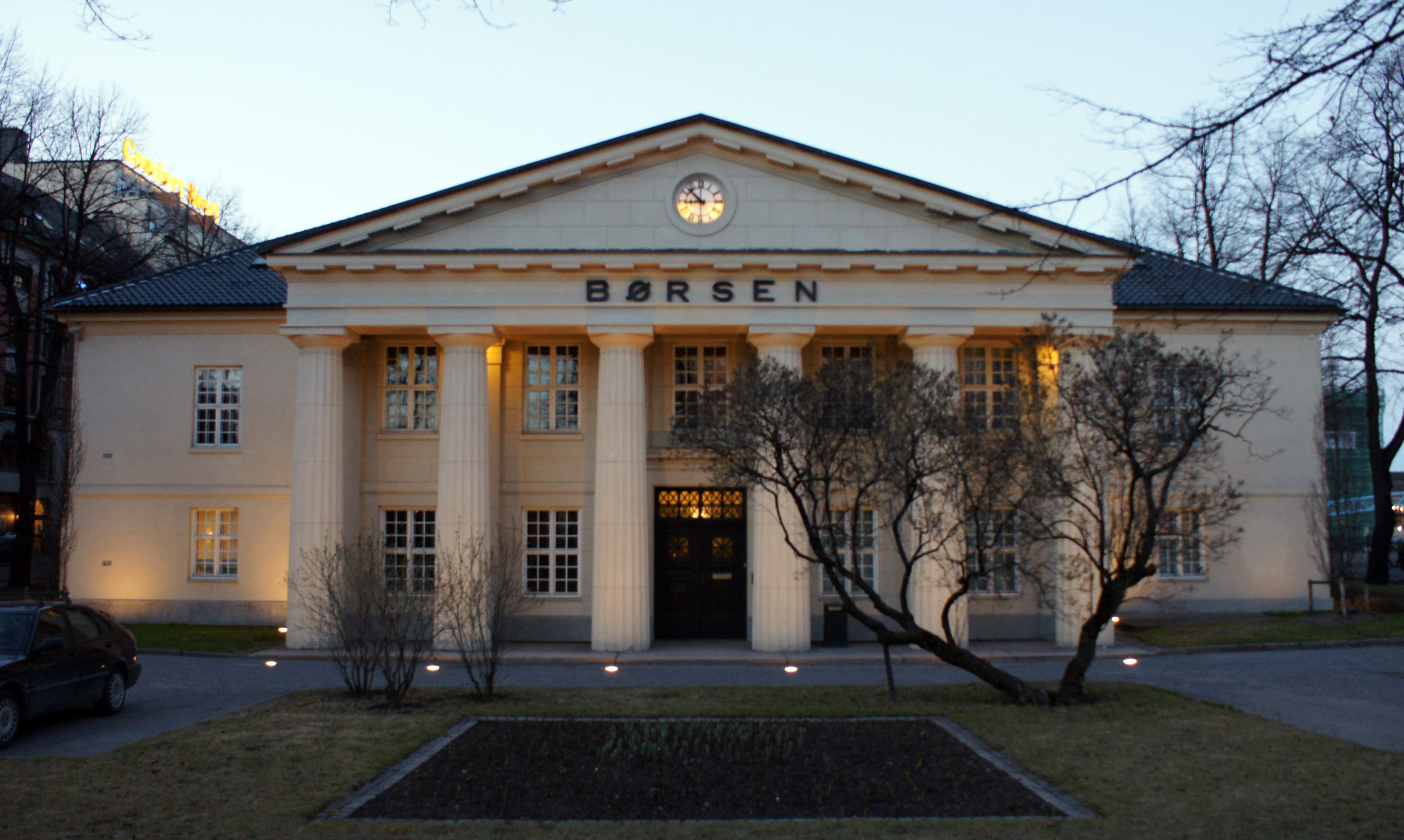
ساختمان مرکزی بورس اوراق بهادار اسلو

بورس اوراق بهادار اسلو (به انگلیسی: Oslo Stock Exchange) مجری بازار بورس اوراق بهادار در کشور نروژ است و به‌عنوان بازار اصلی دادوستد سهام میان شرکت‌های نروژی و شرکت‌های فعال در این کشور عمل می‌کند.
شرکت خدمات مالی و بانکداری دی‌ان‌بی آسا با در اختیار داشتن ۲۰ درصد از سهام بورس اوراق بهادار اسلو، بزرگ‌ترین سهام‌دار آن به‌شمار می‌آید.